# أبانوكويل
الأبانوكويل (بالإنجليزية: Abanoqui)‏ (INN) هو عبارة عن مضاد لـمستقبل الأدرلين a1-.